# 库尔特·舍贝里
库尔特·舍贝里（瑞典語：Curt Sjöberg，1897年1月26日—1948年4月12日），瑞典男子体操运动员。他曾获得1920年夏季奥运会体操比赛男子团体瑞典式金牌。他也在1924年和1928年夏季奥运会参加了跳水比赛。